# Dragon (zespół muzyczny)
Dragon – polska grupa muzyczna wykonująca thrash metal z wpływami death metalu. Powstała w 1984 roku w Katowicach. W 2000 roku zespół został rozwiązany. W 2016 grupa została reaktywowana.

## Historia
Grupa powstała w październiku 1984 roku w Katowicach z inicjatywy Jarosława Gronowskiego (gitara elektryczna, śpiew), Krzysztofa Nowaka (gitara basowa) i Marka Wojcieskiego (perkusja, śpiew).
Pierwszy znaczący koncert zespołu odbył się podczas pierwszej edycji festiwalu Metalmania w kwietniu 1986 roku, gdzie wystąpił w pięcioosobowym składzie z Markiem Ganią (śpiew) oraz Leszkiem Jakubowskim (gitara elektryczna). Koncert okazał wizerunkowym sukcesem, który doprowadził do podpisania kontraktu płytowego z wydawnictwem Metal Mind Records.
Po pierwszej edycji festiwalu Metalmania, na którym zespół występował, grupę opuścił wokalista Marek Gania, którego zastąpił Marek Wojcieski; ponadto nowym perkusistą grupy został Krystian Bytom. W nowym składzie grupa wystąpiła na festiwalu Jarocin, po czym zrealizowała siedem utworów wydanych później na kompilacji pt. Metal Invasion.
Rok później tuż po drugiej edycji festiwalu Metalmania, w 1987 roku z grupy odszedł gitarzysta Leszek Jakubowski, by powrócić po miesiącu ze względu na powołanie Jarosława Gronowskiego do służby wojskowej. Jako kwartet grupa wystąpiła na Festiwalu w Jarocinie w tym samym roku, występując tam jeszcze przez najbliższych pięć lat. Natomiast rok później (1988 rok) nakładem Metal Mind Records ukazała się kompilacja pt. Metalmania ’87 zawierająca nagrania grupy wykonane podczas koncertu na Metalmanii '87, ponadto na kompilacji znalazły się nagrania grupy Wolf Spider.
Grupa wystąpiła również na serii koncertów zatytułowanych Metal Battle (u boku m.in. Nasty Savage, Exumer i Atomkraft) oraz w festiwalu S'thrash'ydła. Pierwszy album pt. Horda Goga wydany został dopiero w 1989 roku. Ukazał się on w dwóch wersjach polskiej oraz angielskojęzycznej na której zaśpiewał Grzegorz Kupczyk w zastępstwie Wojcieskiego, który odszedł z grupy.
Niebawem grupę opuścił również Krzysztof Nowak oraz ponownie Leszek Jakubowski. Do grupy po odbyciu służby wojskowej powrócił natomiast Jarosław Gronowski i wspólnie z Krystianem Bytomem kontynuowali działalność we współpracy z nowym wokalistą Adrianem Frelichem oraz basistą Grzegorzem Mroczkiem.
W nowym składzie grupa zarejestrowała drugi studyjny album pt. Fallen Angel, również wydany w dwóch wersjach językowych. W grudniu 1990 roku grupa odbyła wschodnioeuropejską trasę koncertową wraz z grupami Death oraz Kreator.
Pod koniec następnego roku (1991 rok) ukazał się album pt. Scream Of Death, prezentując muzykę znacznie bardziej agresywną niż dotychczas, ze znacznymi wpływami death metalu. Na przestrzeni dwóch kolejnych lat grupa wystąpiła ponadto na I Death Metal Festival w Jastrzębiu oraz koncertowała z takimi grupami jak Morbid Angel, Morgoth, Grave czy Sadus.
Około 1994 roku z grupy odeszli Mroczek oraz Bytom zastąpieni przez Tomasza Dańczaka (perkusja) i Tomasza Worynę (gitara basowa). W tym składzie w 1999 roku powstała eksperymentalna płyta pt. Twarze.
Grupę rozwiązano około 2000 roku, wcześniej jednak wystąpiła jeszcze na I Zlocie Fanów Metalliki w Katowicach we wrześniu 2000 roku.
Po wieloletniej przerwie w działalności pod koniec 2016 roku grupa została reaktywowana w składzie: Jarosław Gronowski (gitara), Adrian Frelich (śpiew), Krystian Bytom (perkusja), Krzysztof Oset (gitara basowa).
10 stycznia 2019 roku podano informację o rozstaniu grupy z wieloletnim perkusistą Krystianem Bytomem.
17 lutego 2019 roku na swoim oficjalnym profilu w serwisie Facebook zespół poinformował, że nowym perkusistą został Ireneusz Loth, który właśnie rozstał się z grupą KAT & Roman Kostrzewski.

## Skład
| - Jan Traciński – perkusja (od 2024) - Krzysztof Oset – gitara basowa (od 2016) - Jarosław Gronowski – gitara (1984 – 2000; od 2016), wokal (1986, 1989) - Adrian Frelich – wokal (1989 – 2000; od 2016) |  | - Krzysztof Nowak – gitara basowa (1984 – 1988) - Marek Wojcieski – perkusja (1984 – 1986), wokal (1986 – 1988), zm. 2013 - Krystian Bytom – perkusja (1986 – 1994; 2016 – 2019) - Grzegorz Mroczek – gitara basowa (1989 – 1994; 2016) - Leszek Jakubowski – gitara (1986 – 1989) - Marek Gania – wokal (1984 – 1986) - Tomasz Woryna – gitara basowa (1994−2000) - Tomasz Dańczak – perkusja (1994−2000) - Zbigniew Stężały – wokal - Ireneusz Loth – perkusja (2019–2020) - Mikołaj Toczko – perkusja (2020–2024) |

## Dyskografia
- Metal Invasion (1987, Polton, split z Wolf Spider, Stos, Destroyers)
- Metalmania ’87 (1988, Pronit, split z Wolf Spider)
- Horde of Gog (1989, Metal Master – wersja anglojęzyczna)
- Horda Goga (1990, Wifon – wersja polskojęzyczna)
- Fallen Angel (1990, Under One Flag – wersja anglojęzyczna)
- Fallen Angel (1991, Polskie Nagrania Muza – wersja polskojęzyczna)
- Scream of Death (1991, Under One Flag, Indies)
- Sacrifice (1994, Baron Records)
- Twarze (1999, Metal Mind Records)
- Arcydzieło zagłady (2021, Metal Mind Records)
- Unde Malum (2023, Metal Mind Records)

## Nagrody i wyróżnienia
| Rok  | Kategoria                                | Nagroda                       | Nota       |
| ---- | ---------------------------------------- | ----------------------------- | ---------- |
| 1992 | Zespół roku                              | Plebiscyt Thrash'em All, 1991 | 2. miejsce |
| 1992 | Album roku (Scream of Death)             | Plebiscyt Thrash'em All, 1991 | 4. miejsce |
| 1992 | Wokalista roku (Adrian "Fred" Frelich)   | Plebiscyt Thrash'em All, 1991 | 2. miejsce |
| 1992 | Gitarzysta roku (Jarosław Gronowski)     | Plebiscyt Thrash'em All, 1991 | 3. miejsce |
| 1992 | Basista roku (Grzegorz Mroczek)          | Plebiscyt Thrash'em All, 1991 | 3. miejsce |
| 1992 | Perkusista roku (Krystian "Bomba" Bytom) | Plebiscyt Thrash'em All, 1991 | 4. miejsce |
| 2024 | Album roku metal (Unde Malum)            | Fryderyki 2024                | Nominacja  |